# 八木佑介
八木 佑介（やぎ ゆうすけ、1983年1月22日 - ）は、映画プロデューサー。 ROBOT所属。 

## プロフィール
愛媛県松山市出身。劇場 CM「NO MORE 映画泥棒」をはじめ、旭化成「昨日まで世界になかったものを。」シリーズ、アサヒ飲料「WILKINSON」、クラシエ「いち髪」等のTV-CMを制作。ロサンゼルス・ボストン・香港・上海・サンクトペテルブルク・シチリア島・カンボジアなど世界各国で撮影を経験。
2015年、短編映画『HEROSHOW』をプロデュースし、米アカデミー賞公認のロサンゼルス・アジア・パシフィック映画祭で作品賞にノミネート、ニューフィルムメイカーズ・ロサンゼルスで正式上映される。国内では、TSUTAYA TV インディペンデントフィルムプログラム優秀作品賞を受賞。
2019年、ドラマ 「スカム」で、ギャラクシー賞を受賞。 
2021年、『砕け散るところを見せてあげる』で長編映画を初プロデュースし、ワルシャワ国際映画祭コンペティンション部門にノミネート、上海国際映画祭や台北国際映画祭で正式上映作品となる。

## 作品一覧

### 映画
- 砕け散るところを見せてあげる（2021年・企画プロデュース / SABU監督：中川大志・石井杏奈・北村匠海・清原果耶・井之脇海・松井愛莉・原田知世・堤真一）
- 都会のトム＆ソーヤ（2021年・プロデューサー/河合勇人監督：城桧吏・酒井大地・豊嶋花・玉井詩織・森崎ウィン・中川大志・本田翼・市原隼人）
- スクロール（2023年・プロデューサー/清水康彦監督：北村匠海・中川大志・松岡茉優・古川琴音・MEGUMI・金子ノブアキ・忍成修吾・相田翔子）

### テレビドラマ
- スカム（2019年・ラインプロデューサー / 小林勇貴監督：杉野遥亮・前野朋哉・山本舞香・西田尚美・杉本哲太・大谷亮平）

### 短編映画
- HEROSHOW（2015年・プロデューサー / 近藤巧監督：白洲迅・まなこ・マギー司郎）
- ラ・マヒ（2023年・プロデューサー / 成瀬都香監督：まりあ・夏すみれ）

### MV
- あたらよ「また夏を追う」（2022年・プロデューサー / 児山隆監督：田辺桃子・若林拓也）

### TV-CM
- 映画協会「NO MORE 映画泥棒」（制作）
- 旭化成「昨日まで世界になかったものを。」シリーズ（制作）
- アサヒ飲料「WILKINSON」（制作）
- クラシエ「いち髪」（制作）